# Mačkovec pri Dvoru
Mačkovec pri Dvoru este o localitate din comuna Žužemberk, Slovenia, cu o populație de 103 locuitori.